# Violet Manners
Marion Margaret Violet Manners, duchesse de Rutland (née Lindsay ; 7 mars 1856 - 22 décembre 1937) est une artiste et femme noble britannique. Petite-fille de James Lindsay (24e comte de Crawford), elle épouse Henry Manners en 1882. Elle est titrée marquise de Granby de 1888 à 1906, lorsque son mari devient duc de Rutland. Elle a cinq enfants, dont John Manners (9e duc de Rutland) et la mondaine Lady Diana Cooper. 
Bien qu'elle n'ait aucune formation formelle en tant qu'artiste, la duchesse a peint des portraits de son cercle social. Beaucoup de ses œuvres ont été exposées dans diverses expositions d'art majeures au Royaume-Uni, notamment à la Grosvenor Gallery, à la Royal Academy of Arts et à la New Gallery. Violet est également un membre éminent de The Souls, un cercle social aristocratique qui favorisait les activités intellectuelles et les goûts artistiques avant-gardistes. Connue pour sa beauté, elle a fait l'objet de nombreuses peintures. Watts Gallery Trust a acquis un beau portrait de Watts en décembre 2016 (Art Fund, ACE / V & A Purchase Grant Fund et donateurs). Inspiré par l'acquisition, John Julius Norwich (un éminent historien et petit-fils de Violet) a fait don de plus de 40 de ses propres dessins, y compris un autoportrait et un portrait de Harry Cust. Elle s'est engagée dans la sculpture après la mort de son fils aîné Robert en 1894. 

## Biographie
Marion Margaret Violet Lindsay est née le 7 mars 1856 dans une famille aristocratique, étant la plus jeune de trois enfants et la seule fille de l'honorable Charles Lindsay et de son épouse Emilia Anne Browne,,. Son père est un fils cadet de James Lindsay (24e comte de Crawford), tandis que sa mère est une fille de Montague Browne, le doyen de Lismore. 
À l'âge de 26 ans  elle épouse Henry Manners le 25 novembre 1882. Il est le seul fils et héritier de John Manners (7e duc de Rutland). Le mari et la femme avaient peu de choses en commun; le beau Henry est un conservateur en politique tandis que Violet est décrite comme "bohème". Elle lui donne deux héritiers mâles, mais ses deuxième et troisième filles ont peut-être été engendrées par d'autres: Lady Violet de Montagu Corry (1er baron Rowton) et Lady Diana de Harry Cust. Le couple a également évolué dans différents cercles sociaux, car il aimait la chasse et elle poursuivait plus d'intérêts intellectuels . 
Henry est devenu marquis de Granby en 1888. En 1906, il succède à son père comme 8e duc de Rutland et Lady Granby est devenue la duchesse de Rutland . Pendant la Première Guerre mondiale, la duchesse convertit sa maison de Londres à 16 Arlington Street en hôpital. Sa fille Diana, une mondaine éminente, servait d'infirmière à la maison. Le gendre de Violet, Hugo Charteris, Lord Elcho, est mort pendant la guerre, bien que son seul fils survivant ait été épargné des combats au front. 
Le duc de Rutland meurt en 1925  et est remplacé au duché par leur deuxième et unique fils survivant, John. La duchesse de Rutland est décédée le 22 décembre 1937 et est enterrée au château de Belvoir, dans le Leicestershire . 

## Carrière d'artiste

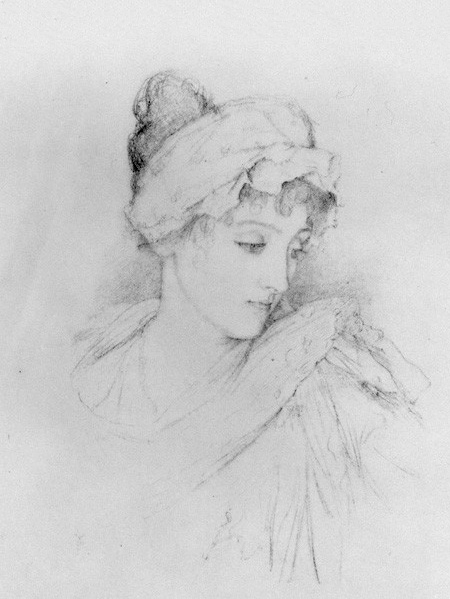
Lithographie de Norah Lindsay par Violet Manners, 1897

Violet fait ses études en tant que jeune fille et sa famille l'a encouragée à s'intéresser à l'art. Même si elle n'a aucune formation formelle en tant qu'artiste, elle passe une période de temps importante en visite en Italie . En 1877, elle expose certains de ses dessins et sculptures à la Galerie Grosvenor, qui a été ouverte par son cousin Coutts Lindsay. Elle se considère comme une professionnelle, mais son rang et son sexe la limitaient; beaucoup la considéraient comme une simple dilettante. Ses travaux les plus réussis se sont concentrés sur les portraits des membres de son cercle social. Au cours de sa vie, les œuvres de Violet ont été exposées dans les principales galeries d'art britanniques telles que la Royal Academy of Arts et la New Gallery, ainsi qu'à l'étranger aux États-Unis et en France . Elle a exposé son travail au Palais des Beaux-Arts à l'Exposition universelle de 1893 à Chicago, Illinois. En 1925, un commentaire estime que le style de Violet « est particulièrement adapté à l'interprétation de la beauté et de l'élégance féminines, mais elle obtient généralement un succès considérable dans ses portraits d'hommes. ». 

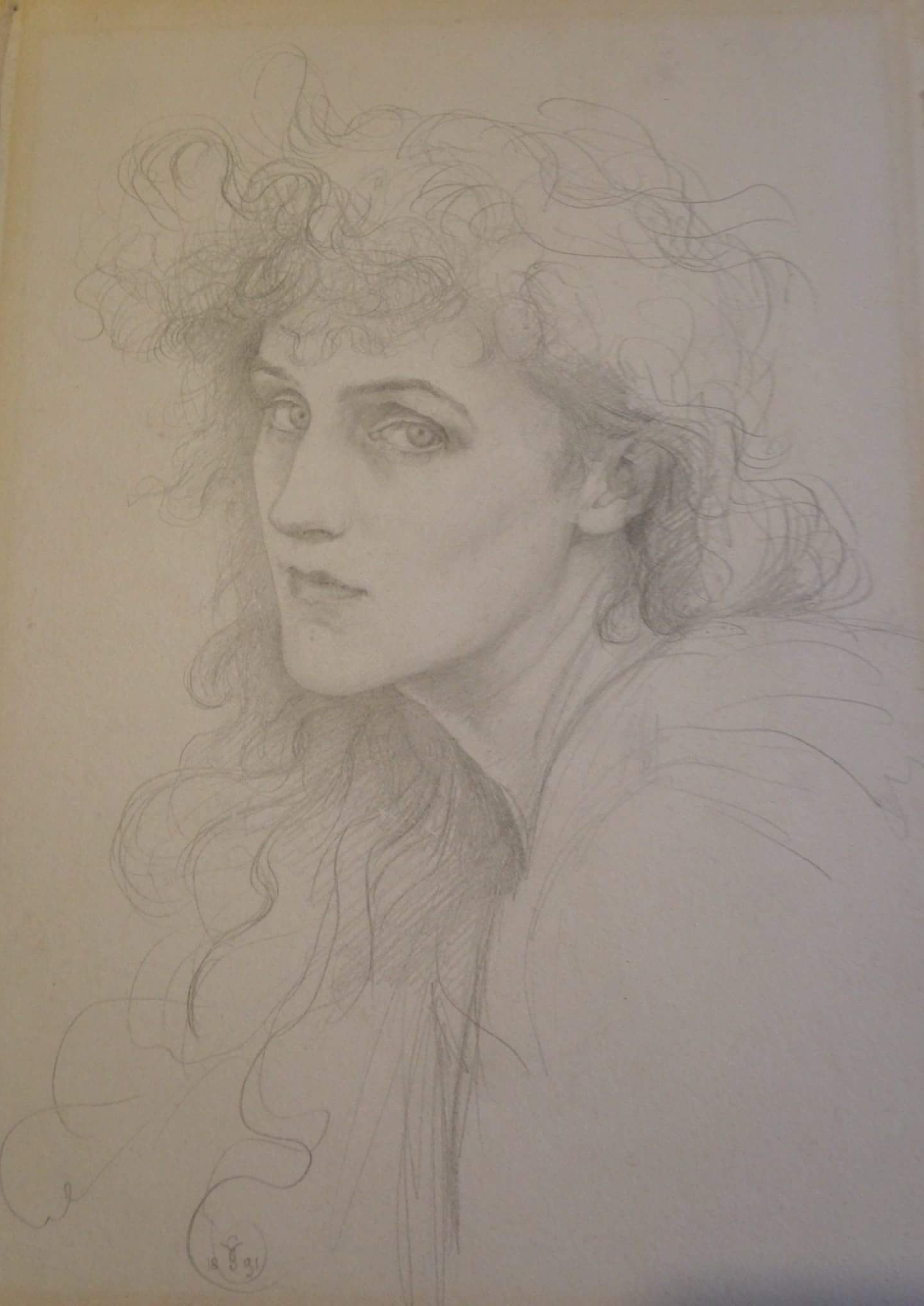
Autoportrait au crayon de Violet, duchesse de Rutland, 1891. Offert par le petit-fils de l'artiste, John Julius Norwich à la Watts Gallery, Compton en 2016.

Violet est une amie du sculpteur écossais William Reid Dick (en) et l'a aidé à obtenir de nombreuses commandes aristocratiques. Après la mort de son fils aîné en 1894 à l'âge de neuf ans, dans le deuil, elle commence à sculpter; une de ses œuvres est placée sur la tombe du garçon au château de Belvoir. Elle a considéré la base d'une autre statue, qui montrait son fils et d'autres membres de sa famille, comme son plus grand travail. Elle le conserve dans sa maison de Londres jusqu'en 1937, date à laquelle la Tate Gallery l'acquiert . En 1900, elle publie Portraits d'hommes et de femmes, une sélection de portraits qui représentaient des membres de son cercle socia . 
Violet est un membre éminent de The Souls,, un cercle social aristocratique qui favorise les activités intellectuelles et les goûts artistiques avant-gardistes. Formé dans les années 1880, il comprend notamment Arthur Balfour et George Wyndham. Le magazine féminin contemporain The Lady's Realm  dit que Violet est « la reine reconnue de la société », qui, en tant que membre d'origine, possède « la beauté, [une] capacité inhabituelle dans toutes les capacités artistiques, et [ une] compréhension des questions sociales et économiques [qui] l'ont marquée dès le début en tant que leader. »

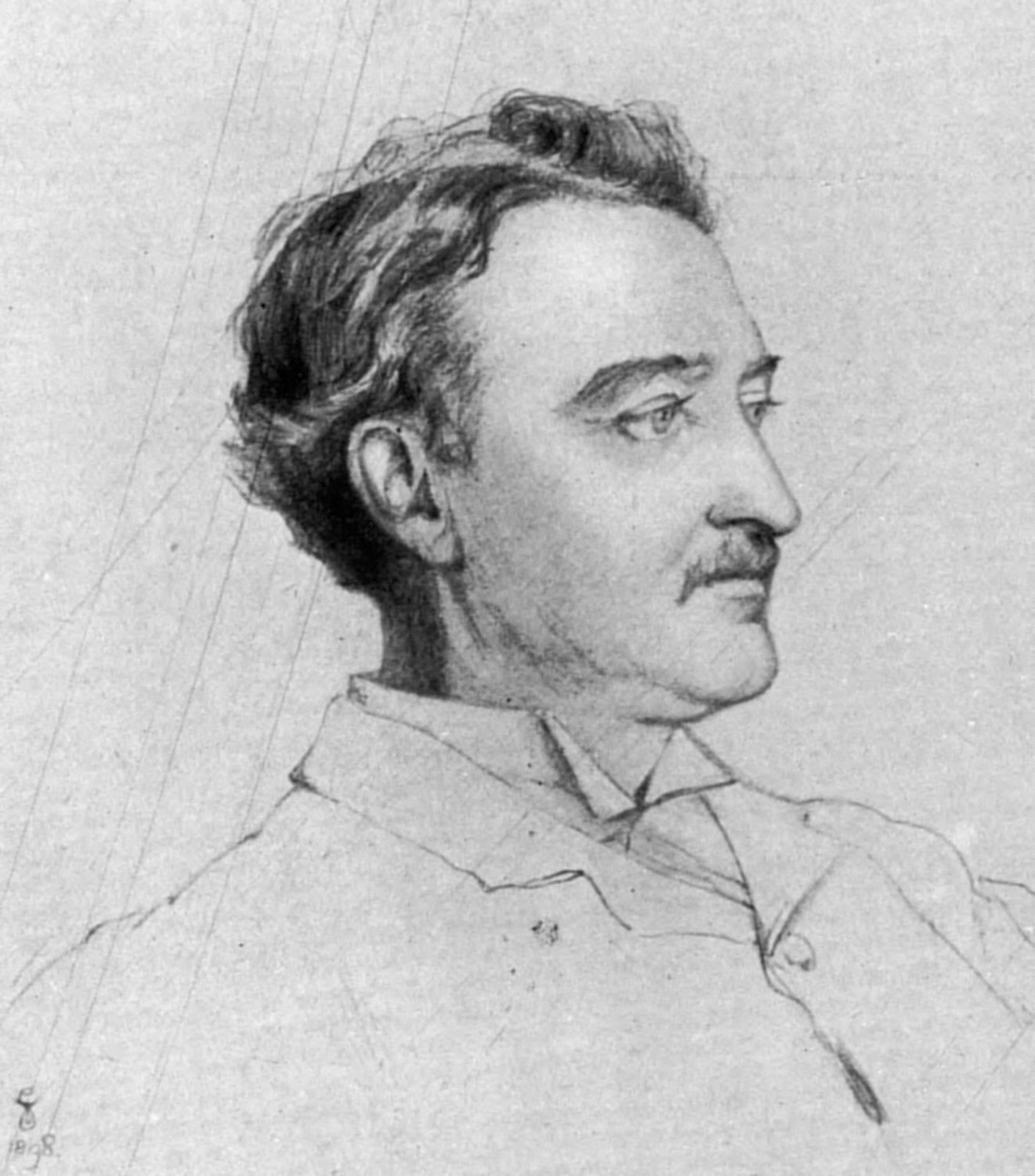
Croquis de Cecil Rhodes par Violet Manners

Violet est une beauté remarquable, tout comme sa fille Diana Cooper. La duchesse a été peinte à plusieurs reprises par James Jebusa Shannon et George Frederic Watts. L'historienne KD Reynolds écrit que sa beauté « était du type le plus admiré. Ses cheveux auburn, son teint pâle, ses yeux cagoulés et sa silhouette très mince étaient invariablement mis en valeur par ses vêtements de style esthétique de couleurs fanées et rideaux doux. ».
Elle a gardé un atelier au domaine Rutland de Bute House. Après la mort de son mari, Violet déménage à Belgrave Square (Londres) et construit un nouveau atelier pour travailler sur son art. Elle continue d'exposer ses œuvres jusqu'à sa mort ; sa dernière exposition date de novembre 1937 et elle décède le mois suivant après d'une opération.   